# Araneus haploscapellus
Araneus haploscapellus là một loài nhện trong họ Araneidae.
Loài này thuộc chi Araneus. Araneus haploscapellus được Embrik Strand miêu tả năm 1907.